# Кастијон де Ларбу
Кастијон де Ларбу (фр. Castillon-de-Larboust) насеље је и општина у јужној Француској у региону Миди Пирене, у департману Горња Гарона која припада префектури Сен Годан.
По подацима из 2011. године у општини је живело 60 становника, а густина насељености је износила 2,9 становника/km². Општина се простире на површини од 20,67 km². Налази се на средњој надморској висини од 1000 метара (максималној 3.110 m, а минималној 877 m).

## Демографија
| 1962. | 1968. | 1975. | 1982. | 1990. | 1999. | 2011. |
| ----- | ----- | ----- | ----- | ----- | ----- | ----- |
| 55    | 67    | 63    | 65    | 86    | 83    | 60    |

График промене броја становника у току последњих година